# Vader

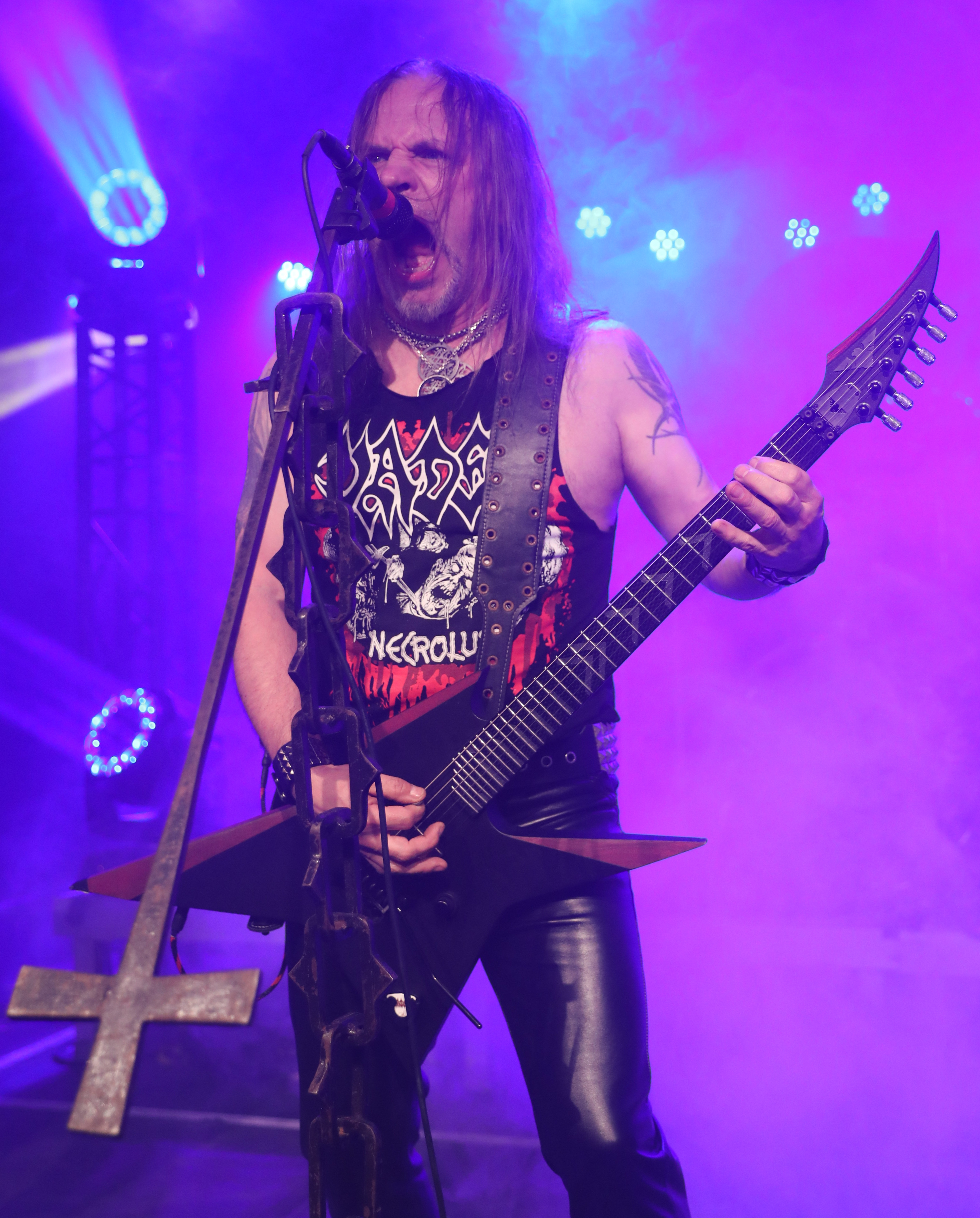
Piotr Wiwczarek, 2023

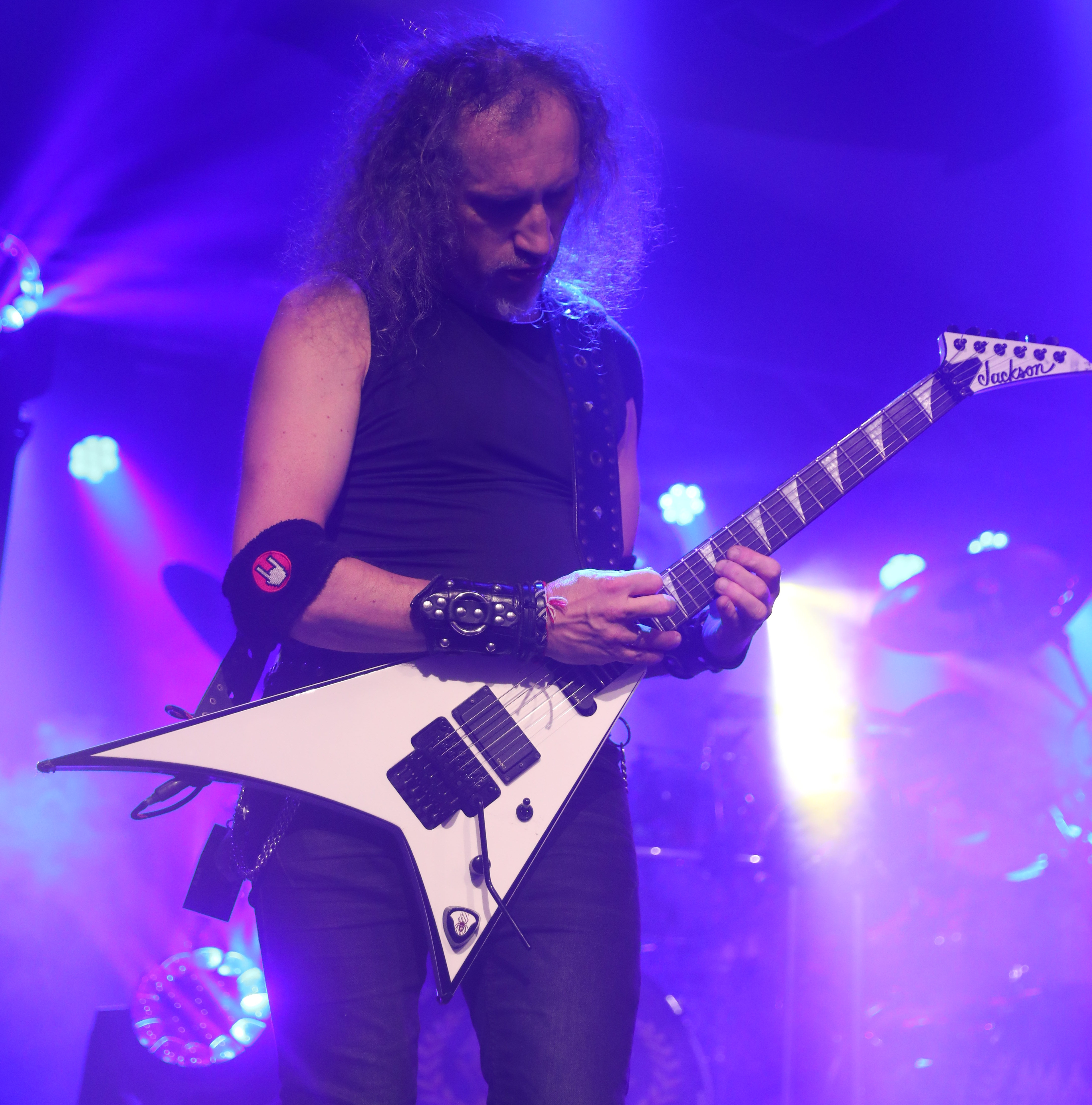
Marek Pająk, 2023

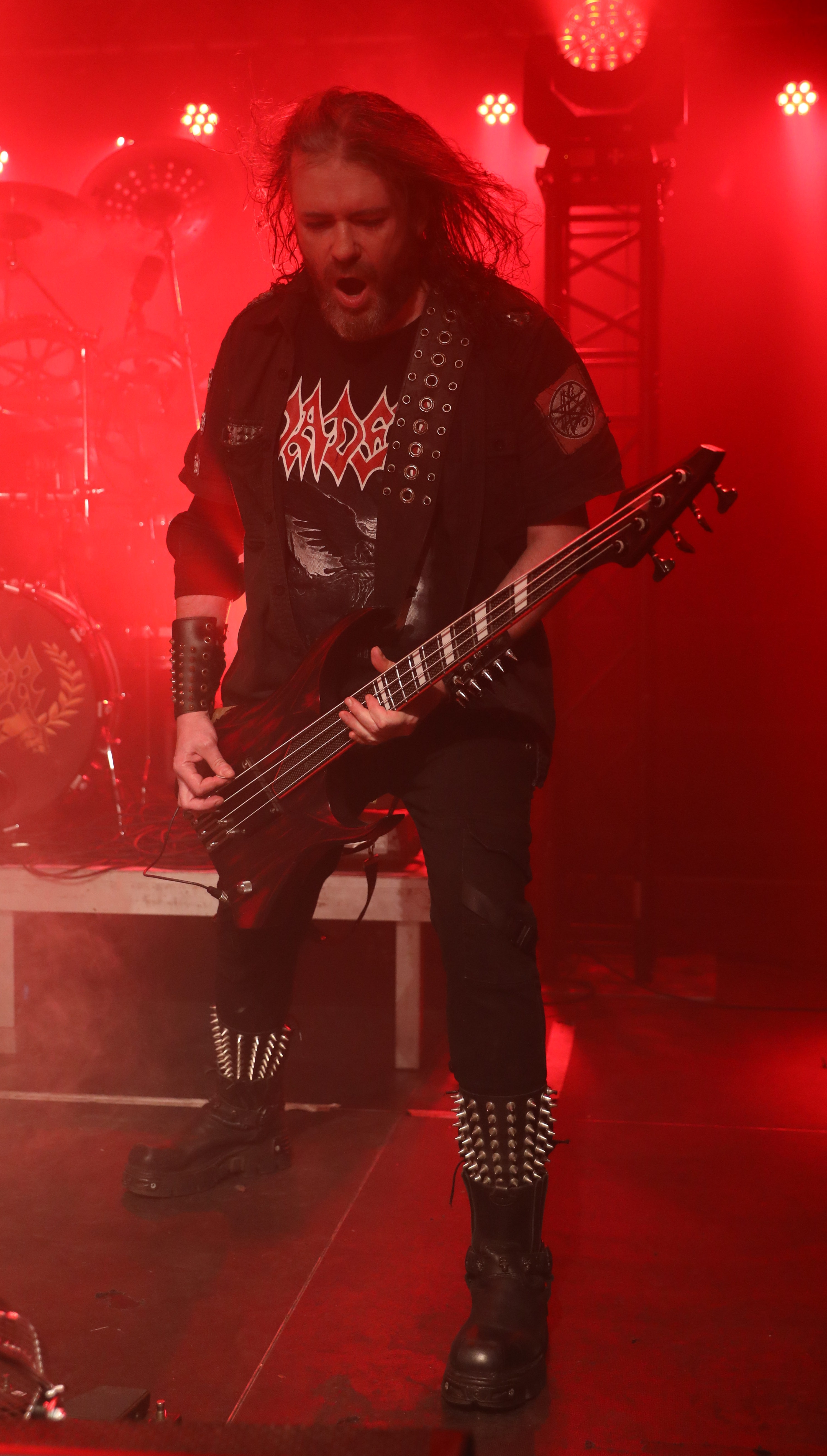
Tomasz Halicki, 2023

Vader je polská deathmetalová kapela, založená v roce 1983 (původně jako thrashmetalová). Založili ji společně Piotr Wiwczarek a Zbyszek Wroblewski. Jako první metalová skupina z tzv. východního bloku se prosadili ve světě a jejich demo „Morbid Reich“ se stalo v roce 1990 nejprodávanějším demem v historii death metalu.[zdroj?]

## Začátek
První roky se kapela formovala, mnoho lidí v ní hledalo své místo, až v roce 1985 začala koncertovat po klubech ve svém domovském městě Olsztynu ve složení: Zbigniew Wróblewski (kytara), Piotr Wiwczarek (kytara), Piotr Tomaszewski (zpěv), Grzegorz Jackowski (bicí) a Robert Struczewski (basová kytara). V této době se objevili na místní rádiové stanici v programu „Nové Talenty“, kde natočili 3 písně, které po mnoha letech vyšly jako první demo kapely. To Vader dementoval s tím, že tyto prvotiny nebyly nahrány jako demo.
Zásadním bodem v historii kapely byla účast na prvním Polském a de facto i východoevropském metalovém festivalu Metalmania v roce 1986. Byl to jejich první větší krok (5000 diváků) na cestě k úspěchu na mezinárodní metalové scéně. Po tomto festivalu byli zváni do různých rádií celostátního formátu. V této době z kapely odešel Zbigniew Wróblewski, aby mohl hrát méně agresivní formu metalu ve skupině Raxas, a Vader vydal své první demo Live in Decay, což byla nahrávka jejich prvního samostatného koncertu.

## Profesionální dráha
V roce 1988 odešel z kapely Grzegorz Jackowski a nahradil ho Krzysztof Raczkowski. Zpěvu se ujal Piotr Wiwczarek, který u něj zůstal a svým nezaměnitelným hlasem také Vader značně odlišil od ostatních deathmetalových kapel. Na jaře 1989 nahráli svůj první oficiální materiál demo – Necrolust, které obsahovalo 4 písně. Byla to také první studiová práce, která se prosadila i mimo polské hranice. V roce 1990 vydali demo, které se stalo úspěšným po celém světě a zároveň jedním z nejprodávanějších deathmetalových počinů všech dob – Morbid Reich. Celkem se prodalo 10000 kopií. Roku 1992 vydali Vader svoje debutové album The Ultimate Incantation. K písni Dark Age z alba ''The Darkest Age – Live '93 natočili za podpory britské MTV svůj první videoklip. V letech 1993–1994 měli do té doby nejvíce koncertů, a to více než 200.
Další album Sothis vyšlo v roce 1994. V Polsku ho vydal Baron Records a o několik let později vyšlo i po celém světě, což obstaral vydavatel Repulse Records. Ve stejném roce vyrazili na své první vlastní turné po Polsku. Hosty na tomto turné byly kapely Proletariat, Sweet Noise a Testor. Roky 1995 a 1996 přinesly kapele dalších 250 koncertů. Mezi léty 1996 a 1998 vydali tři alba: Future Of The Past, Kingdom a Black To The Blind a dále nahrávku svého prvního koncertu v Japonsku, nazvanou Live in Japan. Koncem roku 1998 Vader podepsali smlouvu s vydavadelem Metal Blade Records. Pod tímto vydavatelem vyšlo v roce 2000 album Litany a od roku 2001 až do 2005 vydali dalších 7 alb. V roce 2005 ukončili smlouvu s Metal Blade a začali spolupracovat se švédským vydavatelstvím Regain Records, se kterým přestali spolupracovat v roce 2009, aby mohli přejít k největšímu vydavateli metalové hudby Nuclear Blast.

## Diskografie

### Studiová alba
- The Ultimate Incantation (1992)
- The Darkest Age – Live (1993)
- Sothis (1994)
- De Profundis (1995)
- Future of the Past (1996)
- Reborn in Chaos (1997)
- Black to the Blind (1997)
- Kingdom (1998)
- Live in Japan (1998)
- Litany (2000)
- Reign Forever World (2001)
- Revelations (2002)
- Blood (2003)
- Beware the Beast (2004)
- The Beast (2004)
- Night of the Apocalypse (2005)
- The Art of War (2005)'
- Impressions in Blood (2006)
- XXV (2008)
- Necropolis (2009)
- Welcome to the Morbid Reich (2011)
- Tibi et Igni (2014)
- The Empire (2016)
- Solitude In Madness (2020)

### Dema
- Necrolust (1989)
- Morbid Reich (1990)